# هنریک ژنتوفسکی
هنریک ژنتوفسکی (لهستانی: Henryk Rzętkowski؛ ‏ ۱۵ آوریل ۱۹۰۱ – ۱۰ ژانویهٔ ۱۹۷۲) بازیگر اهل لهستان بود.
از فیلم‌ها یا برنامه‌های تلویزیونی که وی در آن نقش داشته‌است، می‌توان به عالی‌جناب، شاگرد مغازه، شاهزاده وُویتسکا، پان تادئوش، خواننده ورشویی، دختر ژنرال پانکراتوف و پان تفاردوفسکی اشاره کرد.